# Czernichowce (gmina)
Czernichowce – dawna gmina wiejska w powiecie zbaraskim województwa tarnopolskiego II Rzeczypospolitej. Siedzibą gminy były Czernichowce.
Gminę utworzono 1 sierpnia 1934 r. w ramach reformy na podstawie ustawy scaleniowej z dotychczasowych gmin wiejskich: Czernichowce, Ochrymowce, Wałachówka, Zarudzie i Zbaraż Stary.
Po II wojnie światowej obszar gminy znalazł się w ZSRR.